# Tentativa de golpe de Estado no Sudão em setembro de 2021
 A tentativa de golpe no Sudão de setembro de 2021 foi uma tentativa de golpe contra o Conselho de Soberania do Sudão na terça-feira, 21 de setembro de 2021.
De acordo com relatos da mídia, pelo menos 40 militares foram presos na madrugada da terça-feira, 21 de setembro de 2021. Um porta-voz do governo disse que eles incluíam "resquícios do extinto regime", referindo-se a ex-funcionários do governo do presidente Omar al-Bashir e membros das forças armadas do país.

## Evento
O primeiro-ministro sudanês, Abdalla Hamdok, revelou durante um discurso que a tentativa de golpe foi em grande parte organizada por partidários do líder deposto Omar al-Bashir. Ele acrescentou que os envolvidos no golpe fracassado não eram apenas militares, mas também civis. De acordo com algumas autoridades sudanesas, os soldados tentaram assumir o controle de um prédio da mídia estatal em Omdurman, mas foram posteriormente impedidos e presos. Houve relatos de tiros perto de uma base militar que abrigava uma divisão de tanques em Omdurman durante as primeiras horas do incidente, de acordo com a BBC. As forças de segurança fecharam a principal ponte que conectava a capital Cartum a Omdurman.

## Prisões
Dezenas de soldados que participaram da tentativa de golpe de estado foram presos. Todos eram considerados lealistas de al-Bashir, de acordo com o ministro da Informação do Sudão, Hamza Balul. Enquanto isso, buscas e investigações ainda estavam em andamento para outros envolvidos.

## Rescaldo
Após a tentativa de golpe, manifestantes se reuniram em Cartum para denunciar o golpe, que acreditam ser um obstáculo para garantir a paz no país. O exército sudanês conseguiu assumir o controle das áreas que os golpistas tentaram capturar, segundo a Al Jazeera.

### Consequências políticas
Apesar de não ter ameaçado à ordem existente e ter sido facilmente desarmado, o golpe se provou um combustível para a tensão entre a ala civil e a ala militar do governo sudanês, ambos passaram à usar o incidente para aumentar seus respectivos capitais políticos e deslegitimar o outro - a ala civil usou o acontecimento como demonstração da falta de compromisso dos militares com uma real transição democrática, já os militares transformaram o caso numa prova da falha dos civis de efetivar um governo de transição. A tentativa de golpe  fragilizou portanto o consenso nacional em torno do processo de transição.
A manifestações convocadas pela ala civil do Conselho Soberano contra a ameaça de um regime militar conseguiram mobilizar em torno de vinto mil pessoas, colocando pressão sobre os militares. O ministro Abdalla Hamdok  aproveitou a ocasião para pressionar por uma reestruturação das forças militares e de segurança. O general Abdel Fattah al-Burhan rejeitou a proposta apontando a ausência de fundos para uma reestruturação. Para alguns observadores, isso demonstrou a influência decadênte da ala civil, consequência das disputas internas à coalização .
Apesar disso, a ala civil continuou sendo favorecido por organizações internacionais, que reiteraram o apoio ao acordo de transição democrática. A ala militar também sofre de fraturas internas, como os grupos lealistas à al-Bachir e as dificuldades de integração nacional de algumas forças, possuem, porém, maior unidade que a coalização civil, e tem buscado aumentar sua base política em oposição à Força para a Liberdade e Mudança.

### Golpe de outubro
Outro golpe foi lançado pelas forças militares em 24 de outubro de 2021, que resultou na prisão de pelo menos cinco figuras importantes do governo sudanês. Interrupções generalizadas da Internet também foram relatadas.

## Reações internacionais
O Secretário-Geral da ONU, António Guterres, criticou a tentativa de golpe e exortou todas as partes a manterem o foco na transição, a fim de garantir a estabilidade política.